# Beiuș
Beiușⓘ (węg. Belényes) – miasto w okręgu Bihor w Rumunii, nad Czarnym Kereszem. Liczy 12 089 mieszkańców na powierzchni 24,46 km². Merem jest Nicu Silviu Odobasianu z Partii Socjaldemokratycznej.

## Współpraca
- Békéscsaba, Węgry